# Cerianthula lauriei
Espèce
Cerianthula lauriei est une espèce de cnidaires de la famille des Botrucnidiferidae.

## Systématique
Le nom valide complet (avec auteur) de ce taxon est Cerianthula lauriei Leloup, 1964.